# Benedikt (jezero)
Benedikt je uměle vytvořené jezero, vodní nádrž. Je rozdělená na dvě části. Nachází se v bezprostřední blízkosti města Most mezi městskými částmi Liščí vrch a Vtelno.

## Historie
Na místě nádrže byl dříve hlubinný důl, ve kterém se v 19. století těžilo hnědé uhlí. Nacházel se jihovýchodně od města Most pod Liščím vrchem. Kolem roku 1959 byla ukončena hlubinná těžba a z důvodů vydobytí všech dostupných zásob byly zlikvidovány těžební věže a přešlo se na povrchovou těžbu, která umožnila úplné vydobytí ložiska hnědého uhlí. Po vytěžení všech zásob byl lom na přelomu 60. až 70. let zaplaven a využíván jako přírodní koupaliště.

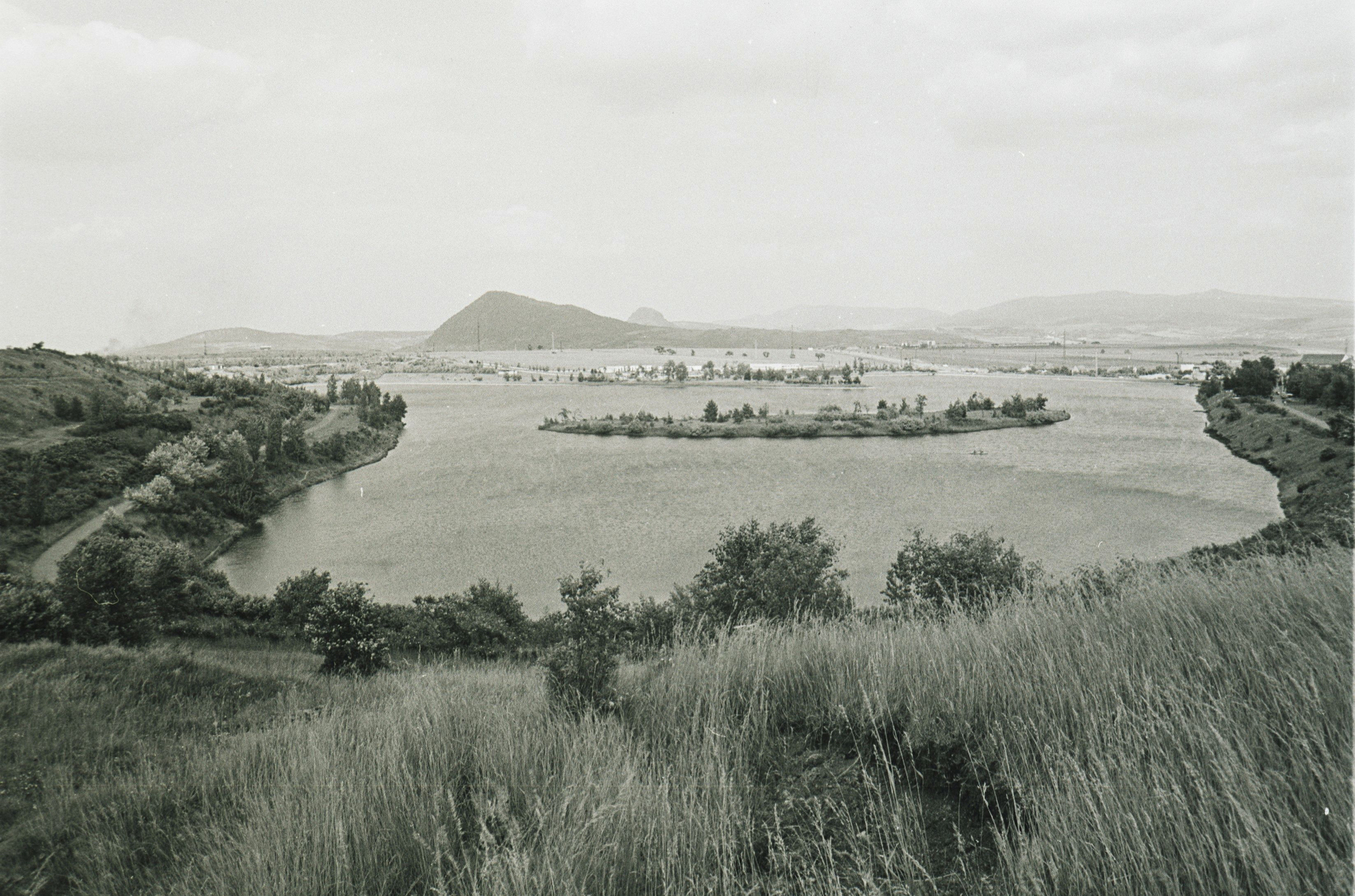
Původní jezero Benedikt

### Přestavba jezera
Po několika letech se ale objevil problém s těsněním dna. Následné zjištění ukázalo, že dno je silně propustné a ani těsnicí hráze neplnily svou funkci. Voda unikala do okolního podloží a zaplavovala kanalizaci. Jako nejlepší řešení se ukázalo vypuštění nádrže a následná sanace. Po důkladném utěsnění dna a podložních vrstev se nádrž znovu napustila a ukázalo se, že opravné práce jsou natolik kvalitní, že nádrž už nepropouští.

### Nová podoba jezera
Při kompletní rekonstrukci a přestavbě jezera byl zvolen namísto jedné velké nádrže byl zvolen typ dvou menších vodních ploch propojených kanály. Větší plocha slouží ke koupání, menší pro rybaření. V roce 1999 byly hotovy všechny práce na obnově areálu. V okolí je vybudováno sportovní hřiště a inline dráha na brusle, celý areál je oplocen. Areál je hojně využíván pro širokou škálu sportů. Bývalý Motorest Benedikt byl přestavěn na sportovní a relaxační centrum.

### Skrytá chodba
Dle vyprávění starousedlíků z nedaleké vesničky Vtelno, bylo při dřívější povrchové těžbě naraženo na skrytou chodbu, pravděpodobně vykopanou člověkem. Byla zřízena průzkumná výprava a část chodby, jež byla objevena vede až k márnici na hřbitově ve Vtelnu. Druhá část chodby, byla po několik stech metrů zavalena sutinami, přičemž bylo nalezeno několik pozůstatků německých vojáků z 2. světové války. Dle místních spisů a kronik, by měla vést až k hradu Hněvín, ale druhý konec chodby nebyl nikdy objeven. Dnes je začátek chodby ve Vtelnické márnici zasypán a zazděn. Objevená chodba byla zaplavena vodou při rekultivaci dolu Benedikt.